# 蜂谷元紹
蜂谷 元紹（はちや もとつぐ、1998年4月7日 - ）は、ジャパンラグビーリーグワン三菱重工相模原ダイナボアーズに所属するラグビー選手。

## プロフィール
- 愛知県出身。
- ポジションはプロップ(PR)。
- 身長 180 cm、体重 115 kg

## 略歴
2017年、中部大春日丘高校卒業後、中京大学に入学。
2021年、中京大学卒業後、愛知教員クラブに入る。
2022年、三菱重工相模原ダイナボアーズに加入。